# Roman Poboinyi
Roman Poboinyi (ukrainisch Роман Побойний ‚Roman Pobojnyj‘; * 1990 in Schostka, Oblast Sumy, Ukrainische SSR) ist ein ukrainischer Opernsänger (Tenor).

## Leben
Poboinyi war Schüler an der Kinder-Kunstschule in Schostka und begann in seiner Heimatstadt ein Medizinstudium. Im August 2009 errang Poboinyi beim IV. regionalen Festival des ukrainischen Lieds Borys Hmyrja in Lebedyn im Wettbewerb Solisten, Sänger im Alter über 16 Jahre den zweiten Platz. Nach Abschluss der Kunstschule studierte er zwischen 2010 und 2015 Gesang an der Nationalen Musikakademie der Ukraine in Kiew bei Alexander Wostrjakow. Im Anschluss an sein Gesangsstudium begann er 2015 ein Masterstudium Oper an der Staatlichen Hochschule für Musik und Darstellende Kunst in Stuttgart, bei Georg Nigl, wo er 2016/17 an der Oper Stuttgart den „Pagen“ in Rigoletto sowie „Don Curzio“ in Figaros Hochzeit sang.
Seit der Spielzeit 2017/18 und bis 2024/25 war er fest am Staatstheater Augsburg engagiert.
Ab der Spielzeit 2024/25 ist er fest als 1. Tenor an der Deutschen Oper Berlin engagiert.

## Rollen
- 2017: Gianni Schicchi als Rinuccio, Wilhelma Theater
- 2017: Rigoletto als Duca, Wilhelma Theater
- 2017: La Bohème als Rodolfo, Stadthalle Balingen[6]
- 2018: Prima Donna als André, Staatstheater Augsburg
- 2018: Solaris als Snaut, Staatstheater Augsburg
- 2018: Dalibor als Vítek, Staatstheater Augsburg
- 2019: Die Zauberflöte als Tamino, Staatstheater Augsburg
- 2019: JFK als Nikita Chruschtschew, Staatstheater Augsburg
- 2019: Ariadne auf Naxos als Scaramuccio, Staatstheater Augsburg
- 2019: Die lustige Witwe als Camille de Rosillon, Staatstheater Augsburg
- 2020: The Consul als Nika Magadoff, Staatstheater Augsburg
- 2020: In the penal colony als The Visitor, Staatstheater Augsburg
- 2021: Moskau, Tscherjomuschki als Sergej Gluschkow, Staatstheater Augsburg
- 2022: Peter Grimes als Rev. Horace Adams, Staatstheater Augsburg
- 2022: Das Ende der Schöpfung als Tenor, Uriel, Staatstheater Augsburg
- 2023: The fairy queen als Demetrius, Staatstheater Augsburg
- 2023: Fidelio als Jaquino, Staatstheater Augsburg
- 2023: La Traviata als Alfredo, Staatstheater Augsburg, Theater Winterthur
- 2023: Pagliacci als Canio, Off Theater
- 2024: Eugene Onegin als Lensky, Staatstheater Augsburg
- 2024: Labyrinth (Hauke Berheide) als Polaringenieur, Staatstheater Augsburg
- 2024: Lucia di Lammermoor als Edgardo, Staatstheater Augsburg
- 2024: Turandot als Pong, Staatstheater Augsburg
- 2025: La Bohème als Rodolfo, Wilhelma Theater